# Vilča, Kijevska oblast
Vilča (ukrajinsko Вільча, latinizirano: Vil'ča) je ukrajinsko zapuščeno mesto v Černobilskem izključitvenem območju v Kijevski oblasti.